# Gabriel Arnaud
Gabriel Arnaud (ur. 1882, zm. 1957) – francuski mykolog.
Opublikował m.in.:
- G. Arnaud, Contribution à l'étude des fumagines, 1910
- G. Arnaud, Les astérinées, 1918
- G. Arnaud, Etude sur les champignons parasites (Parodiellinacees, inclus Erysiphees), 1921

Opisał nowe gatunki  grzybów, m.in. Bartheletia paradoxa, Leveillula taurica. W nazwach naukowych utworzonych przez niego taksonów dodawany jest skrót jego nazwiska G. Arnaud.